# Gilles (roman)
Pour les articles homonymes, voir Gilles.
Gilles est un roman de Pierre Drieu la Rochelle paru en 1939. Le roman est divisé en trois parties : la Permission, l'Élysée et l'Apocalypse.
Certains passages furent supprimés par la censure. Le texte intégral fut imprimé en juillet 1942.

## Contexte
Pierre Drieu la Rochelle entreprend la rédaction de Gilles en 1937. Il s'agit pour lui d'un projet auquel il accorde beaucoup d'importance et qui doit le faire reconnaître comme un grand écrivain, alors que ses premiers livres et ses prises de position politiques le faisaient plutôt considérer comme un dandy de la littérature.

## Projet
Drieu la Rochelle entend donner une histoire politique et intellectuelle de l'entre-deux-guerres à travers le regard de son héros. Sous l'apparence d'un roman d'éducation, l'auteur dessine la décadence de la France pendant ces vingt années, jusqu'à la veille de sa destruction inéluctable dans un conflit qui s'annonce.
Mais il s'agit aussi d'une remise en cause de la part de l'auteur, qui voulait d'abord appeler son ouvrage Pamphlet contre moi et mes amis. Le héros, Gilles, est en effet la description jusqu'à la caricature des principaux traits de Drieu, cynique, élégant, brillant et cruel. L'autodénigrement rejoint la dénonciation des arnaques intellectuelles de ses amis. On reconnaît Gaston Bergery en de Clérences, Louis Aragon en Galant, demi-frère de Clérences, et surtout André Breton en Caël, ainsi que des dadaïstes et surréalistes de son époque dans le groupe artistico-révolutionnaire « Révolte ».
Gilles ne se veut ni un pamphlet ni un essai, mais cet arrière-plan explique la force de cet ouvrage et la haine qui y est souvent perceptible.

## Résumé
Le héros, Gilles Gambier, a participé à la Première Guerre mondiale et y a été blessé. Sans argent, il demande de l'aide à des amis, les riches frères Falkenberg. Leur sœur, Myriam, tombe amoureuse de lui et l'aide financièrement ; bien qu'il ne réponde pas à son amour, Gilles accepte son soutien. Il décide même de l'épouser lorsque la mort de son père fait d'elle une riche héritière. Dès le lendemain du mariage, il la quitte, rejoint à nouveau l'armée et vit une histoire d'amour avec une infirmière qu'il quitte à son tour.
Après la guerre, Gilles fréquente les cercles mondains et profite de l'argent de son ex-femme. Il est entraîné plus ou moins malgré lui dans un complot mené contre le président de la République, Morel, après s'être lié avec le gendre de ce dernier, Gilbert de Clérences, et avoir rencontré Caël, dirigeant et presque gourou d'un groupe politique et dandy. Le ridicule des intellectuels, le grotesque des événements, la lâcheté et la démagogie des hommes politiques – auxquels s'ajoute le départ de Dora, une Américaine qu'il aimait – l'amènent à quitter la France et à trouver refuge en Algérie. Il rencontre une jeune fille simple et saine, Pauline, avec qui il vit pour la première fois une véritable histoire d'amour. Gilles rentre toutefois à Paris. Toujours écœuré par la société et la politique, il crée un journal et, après le 6 février 1934 décide de s'engager dans la seule idéologie capable de changer radicalement la société et de régénérer la France, le fascisme.
Après la mort de Pauline et de l'enfant qu'elle attendait de lui, Gilles choisit d'être seul, et s'engage au côté des franquistes dans la guerre d'Espagne.